# Олл Бойз
«Клуб Атлетіко Олл Бойз» або просто «Олл Бойз» (ісп. Club Atlético All Boys) — професіональний аргентинський футбольний клуб з міста Флореста, західного передмістя Буенос-Айреса. Клуб відомий, в першу чергу, завдяки футбольній команді, яка виступає в Прімері Б Насьональ, другому дивізіоні чемпіонату Аргентини.
У клубі також функціонують й інші секції, зокрема баскетбольна, шахова, футзальна, гандбольна, кікбоксингу, катання на роликових ковзанах, тхеквондо та муєсінбо.

## Досягнення
- Прімера Б Метрополітано
  -  Чемпіон (1): 1972

- Прімера С
  -  Чемпіон (4): 1946, 1950, 1992/93, 2007/08

## Відомі гравці
До списку потрапили футболісти, про яких є стаття в українській вікіпедії
- Лудовіко Авіо
- Серхіо Батіста
- Пабло Вітті
- Хонатан Кальєрі
- Хав'єр Кампора
- Карлос Майор
- Аріель Ортега
- Ектор Скотта
- Нестор Фаббрі
- Франсіско Ферреро
- Адріан Чорномаз
- Дейві Баланта

## Відомі тренери
До списку потрапили тренери, про яких є стаття в українській вікіпедії
- Серхіо Батіста
- Маріо Еварісто
- Сільвіо Марсоліні
- Хосе Мануель Морено
- Адольфо Педернера
- Хосе Рамос Дельґадо